# Salvatore Schillaci
Salvatore Schillaci, detto Totò (Palermo, 1º dicembre 1964 – Palermo, 18 settembre 2024), è stato un calciatore italiano, di ruolo attaccante.
Lo si ricorda principalmente per le sue prestazioni e reti nel campionato del mondo 1990, competizione chiusa dalla nazionale italiana al terzo posto, durante la quale Schillaci si è aggiudicato anche i titoli di capocannoniere e di migliore giocatore della competizione. Nello stesso anno è giunto secondo nella classifica del Pallone d'oro, alle spalle del tedesco Lothar Matthäus, vincitore con la sua nazionale del mondiale italiano.

## Biografia

Murale dedicato a Schillaci nel quartiere CEP di Palermo

Nato nel quartiere del Capo, situato nel centro storico di Palermo, Schillaci è poi cresciuto al CEP.
Salvatore è il figlio di Mimmo, muratore, e di Giovanna Schillaci. Ha tre fratelli e una sorella. Il fratello Giuseppe ha giocato nella Fermana nella stagione 1990-1991, il fratello più giovane, Giovanni, da ragazzo ha sostenuto un provino per la Juventus. Hanno intrapreso la carriera da calciatore anche suo nipote, Francesco Di Mariano, e suo cugino, Antonio Maurizio Schillaci.
Si era sposato due volte: la prima nel 1987 con Rita, da cui si era separato nel 1995, e la seconda nel 2012 con la modella Barbara Lombardo. Cattolico, aveva tre figli: Jessica, Mattia, nato durante il campionato del mondo 1990, e Nicole.
Nel 2022 ha dovuto sottoporsi a operazioni chirurgiche e a chemioterapia a causa di un tumore al colon. Colpito da una recidiva, il 7 settembre 2024 è stato ricoverato nel reparto di pneumologia dell'ospedale Civico di Palermo, in seguito all'aggravarsi delle sue condizioni di salute: è morto il 18 dello stesso mese, all'età di 59 anni. La camera ardente è stata allestita allo stadio Renzo Barbera, mentre i funerali sono stati celebrati il 20 settembre nella Cattedrale; il feretro è stato poi portato al cimitero del comune di Delia per la cremazione.
Nel giugno 2025 è stato inaugurato un grande murale dedicato a Schillaci presso il quartiere CEP, opera dell'artista Igor Scalisi Palminteri.

## Caratteristiche tecniche
Attaccante molto rapido, «aveva una voglia di fare gol che non ho mai visto in nessuno», disse di lui il suo allenatore nel Messina, Franco Scoglio.

## Carriera

### Giocatore

#### Club

##### Gli inizi, Messina

Schillaci, capitano del Messina, nella stagione 1987-1988

Iniziò a giocare nelle giovanili dell'AMAT Palermo, sezione calcio dell'omonima azienda municipalizzata palermitana. Schillaci ha ricordato così i tentativi del Palermo di acquistare sia lui che il compagno Carmelo Mancuso: «La società rosanero per entrambi offrì 28 milioni di lire; ma i dirigenti dell'AMAT sapevano che da noi due dovevano guadagnare il massimo per sopravvivere e giocarono al rialzo chiedendo 35 milioni. Così, per soli 7 milioni non andammo al Palermo».
Nel 1982 fu ingaggiato dal Messina, in Serie C2. Nella stagione 1985-86 contribuì con 11 reti alla promozione in Serie B. Nel 1987 due interventi ai menischi ne compromisero la stagione, nella quale segnò solo 3 gol. Nella stagione seguente, sempre allenato da Franco Scoglio, segnò 13 reti. Il giocatore ha ricordato così il rapporto con il tecnico: «Mi diceva sempre un concetto base: fai quello che vuoi e gioca come ti senti. Questo mi caricava a mille proprio in virtù di questa libertà che mi concedeva sul campo di gioco. Ho imparato tantissimo dalla sua persona e non smetterò mai di ringraziarlo. Con lui e i compagni di allora abbiamo reso ai messinesi anni fantastici».
Sotto la guida di Zdeněk Zeman, subentrato a Scoglio nel 1988-1989, Schillaci, con 23 gol, fu capocannoniere del campionato cadetto; a detta dell'attaccante, i metodi di allenamento portati da Zeman a Messina hanno contribuito alle sue ottime prestazioni. Questa fu l'ultima stagione di Schillaci al Messina. In sette campionati, tra Serie C2, C1 e B, aveva giocato 256 gare coi peloritani, delle quali 37 in Coppa Italia: è a tutt'oggi il secondo giocatore più presente per il Messina in campionato (219 presenze, dietro solo ad Angelo Stucchi con 235). Con i suoi 77 gol totali (61 in campionato, 16 in Coppa Italia), è il secondo cannoniere assoluto – preceduto solo da Renato Ferretti (89 reti) – nella storia del club giallorosso.

##### Juventus

Schillaci in azione coi colori della Juventus

Nel 1989 venne ingaggiato dalla Juventus per 6 miliardi di lire. Esordì in Serie A il 27 agosto nella partita in casa col Bologna (1-1). Nella sua prima stagione in bianconero conquistò subito il posto da titolare e realizzò 15 gol in 30 partite di campionato, acquisendo il soprannome di Totò-Gol e contribuendo in maniera decisiva al double del club torinese nella Coppa Italia e nella Coppa UEFA, vinte superando in finale, rispettivamente, il Milan e – nella prima finale confederale tutta italiana – la Fiorentina. La sua ottima annata convinse Azeglio Vicini a convocarlo al successivo campionato del mondo 1990 da giocarsi proprio in Italia.
Dopo la rassegna iridata, Schillaci giocò altre due stagioni con i bianconeri, andando tuttavia incontro a una pesante involuzione e trovando poche volte la rete. L'11 novembre 1990, al termine di Bologna-Juventus, Schillaci minacciò il giocatore rossoblù Fabio Poli (che durante la partita lo aveva provocato) al momento di uscire dal campo, dicendogli: «Ti faccio sparare». Il gesto, da cui scaturì una serie di polemiche, fu ricordato così da Schillaci: «Avrei dovuto contare fino a dieci. Ma lui mi aveva provocato con uno sputo e io non ci ho visto più. Ho sbagliato, ma mi hanno massacrato come fossi stato un killer».

Schillaci stringe il trofeo della Coppa UEFA 1989-1990 vinta in bianconero

Ai cori discriminatori contro di lui si aggiunse la lite con Roberto Baggio. Schillaci ricordò così questo gesto: «Nella Juventus e in nazionale siamo diventati amici. Dividevamo la stessa camera, lui parlava poco, io niente. Eppure, nonostante questo, una volta facemmo a cazzotti: anzi, fui io a rifilargli un pugno. Si è trattato veramente di una stupidaggine. Eravamo nello spogliatoio della Juve. Roberto stava scherzando con me, ma si lasciò prendere la mano e lo scherzo divenne pesante. Io reagii in quel modo e me ne pentii subito. Per fortuna, la cosa si chiuse lì».
Alla fine della stagione 1991-1992, con l'arrivo di Gianluca Vialli in bianconero, Schillaci lasciò il club torinese; una scelta, a detta dello stesso Schillaci, facilitata dal fatto che la dirigenza juventina non vide di buon occhio la contemporanea separazione dalla consorte: «La società non mi perdonò la decisione di separarmi da mia moglie. Non dovevo farlo, così, senza tanti riguardi, mi vendettero».
Giampiero Boniperti lo considerava erede di un'altra «stella del Sud» juventina, Pietro Anastasi.

##### Inter
Nella stagione 1992-1993 passò per 8,5 miliardi di lire all'Inter. Schillaci ricordò con grande entusiasmo il suo trasferimento da Torino a Milano: «Ho ottenuto il massimo, sognavo la maglia nerazzurra e avrei accettato di restare fermo se non fossi riuscito a raggiungerla. I soldi non sono tutto. [...] Riparto da zero a 27 anni e cerco una rivincita». L'esordio con il club nerazzurro avvenne nella gara Inter-Reggiana (4-2) in Coppa Italia, in cui segnò il suo primo gol con la nuova maglia.

Schillaci in azione all'Inter nell'annata 1992-1993

Con l'Inter, in cui giocò per quasi due stagioni siglando in totale 11 gol in 30 partite, contribuì in parte al vittorioso cammino nella Coppa UEFA 1993-1994, pur non potendosi fregiare de iure del trofeo poiché lasciò Milano nell'aprile 1994, alcune settimane prima della disputa della doppia finale contro gli austriaci del Salisburgo. Riguardo a questa esperienza, il centravanti siciliano affermò che i suoi inizi in nerazzurro furono buoni e i rapporti con il presidente Ernesto Pellegrini perfino ottimi, ma che la mancanza di continuità e i problemi fisici gli impedirono di rendere al meglio.

##### Júbilo Iwata
Nell'aprile del 1994, messo ai margini dall'Inter ancora prima del termine della stagione e con gli altri campionati nazionali del continente che, nell'era immediatamente pre-Bosman, erano generalmente preclusi ai calciatori italiani, si trasferì in Giappone nelle file dello Júbilo Iwata, che gli aveva proposto un ottimo contratto dal punto di vista economico.
Schillaci divenne il primo calciatore italiano a militare nel campionato giapponese; i nipponici gli fornirono un interprete, un autista personale 24 ore su 24 e una bella abitazione. Al suo esordio con il club giapponese, Schillaci segnò il suo primo gol nella vittoria per 2-0 contro il Verdy Kawasaki. Il 9 giugno 1994 venne squalificato per due giornate per aver insultato l'arbitro che aveva diretto l'incontro fra Júbilo Iwata e JEF United. Nel 1997 vinse con la sua squadra la J. League, ma subì anche un serio infortunio che lo relegò definitivamente lontano dai campi di gioco, fino al ritiro ufficializzato nel 1999.
Con la maglia del Júbilo Iwata segnò in totale 56 gol in 78 partite. Il giocatore italiano ricordò così la sua esperienza giapponese: «Quando arrivai lì trovai un entusiasmo contagioso. Per loro lo Schillaci del mondiale non era mai finito e dimostrai con i miei gol quanto era forte il connubio: entusiasmo uguale impegno in campo e palla in fondo al sacco».
In carriera ha totalizzato complessivamente 120 presenze e 37 reti in Serie A e 105 presenze e 39 reti in Serie B.

#### Nazionale

Schillaci in azione in maglia azzurra durante le «notti magiche» dell'estate 1990

Le buone prestazioni offerte alla sua prima stagione nella Juventus lo portarono nel 1990 a essere convocato per la prima volta nella nazionale maggiore, col commissario tecnico Azeglio Vicini che lo inserì nella rosa azzurra per il mondiale casalingo di Italia 1990. In precedenza, Cesare Maldini aveva fatto vestire per la prima volta all'attaccante siciliano la maglia azzurra, come fuoriquota, nell'Under-21.
Ai campionati del mondo, Schillaci partì dalla panchina come riserva di Carnevale, al quale subentrò nella seconda metà del secondo tempo dell'incontro di apertura contro l'Austria, quando il punteggio era fermo sullo 0-0: dopo appena 4' dal suo ingresso in campo, l'attaccante siciliano segnò di testa il gol decisivo che permise agli azzurri di vincere la partita, anticipando i due difensori austriaci che lo pressavano da vicino al momento del cross di Vialli. Ad eccezione della seguente gara contro gli Stati Uniti, Schillaci diventò titolare dell'attacco italiano, insieme a Roberto Baggio, e segnò in tutte le successive gare giocate dagli azzurri contro Cecoslovacchia, Uruguay, Irlanda, nella semifinale persa ai tiri di rigore contro l'Argentina e nella finalina contro l'Inghilterra, che l'Italia vinse per 2-1; in quest'ultima partita, Baggio fece tirare a Schillaci un calcio di rigore, poi rivelatosi decisivo, in modo da fargli vincere la classifica dei marcatori del torneo. In semifinale, invece, Schillaci aveva preferito non rientrare fra i cinque giocatori designati per la sequenza dei tiri dal dischetto: «Avevo un problema muscolare ed ero stanco, ho preferito lasciare il compito a qualcuno più fresco di me. Non sono un grande tiratore di rigori: a volte li segno, a volte li sbaglio. Quando prendi la rincorsa, pensi a un sacco di cose e in un momento simile non puoi rischiare. È una grande responsabilità. Avrei voluto calciare, ma non ero al meglio».

Schillaci (al centro) sorridente sul terzo gradino del podio, assieme ad alcuni suoi compagni di nazionale, al termine del mondiale 1990

A fine torneo vinse il Pallone d'oro adidas quale miglior giocatore della manifestazione e la Scarpa d'oro adidas in qualità di capocannoniere (6 reti); nello stesso anno solare si classificò secondo nella graduatoria del Pallone d'oro di France Football, dopo il tedesco Lothar Matthäus. I gol del mondiale 1990, ricordato come quello delle «notti magiche» per via del testo della canzone ufficiale della manifestazione interpretata dalla coppia Bennato-Nannini, rimasero nella memoria di tifosi e sportivi italiani.
Schillaci ricordò così la sua avventura in quella rassegna iridata: «Nemmeno un folle avrebbe mai potuto immaginare cosa mi stava per accadere. Ci sono periodi nella vita di un calciatore nei quali ti riesce tutto. Basta che respiri e la metti dentro. Per me questo stato di grazia è coinciso con quel campionato del mondo. Vuol dire che qualcuno, da lassù, ha deciso che Totò Schillaci dovesse diventare l'eroe di Italia '90. Peccato che poi si sia distratto durante la semifinale con l'Argentina. Una disdetta: abbiamo preso solo un gol in quell'edizione dei mondiali, e quel gol ci ha condannati».
In seguitò disputò altre otto partite in nazionale, l'ultima delle quali il 25 settembre 1991 contro la Bulgaria, partecipando anche alle qualificazioni per il campionato d'Europa 1992; segnò la sua ultima rete il 5 giugno, nella sconfitta contro la Norvegia.

### Dopo il ritiro

#### Calcio
Dal 2000 ha gestito a Palermo il centro sportivo "Louis Ribolla", una scuola calcio nella quale sono cresciuti diversi calciatori diventati professionisti come Antonio Di Gaudio e suo nipote Francesco Di Mariano. Era inoltre proprietario dell'U.S. Palermo, squadra giovanile palermitana. Nella stagione 2017-2018 ha seguito da direttore tecnico la nascita del progetto dell'Asante, club palermitano di Terza Categoria legato a un'omonima ONLUS e composto interamente da atleti migranti.

#### Spettacolo
Nel 2004 partecipò al reality show L'isola dei famosi, arrivando terzo con il 15% dei voti. Nel 2008 prese parte, assieme ad altri ex calciatori, al film Amore, bugie & calcetto. Nello stesso anno, nell'ambito del programma televisivo Quelli che il calcio, in cui era spesso ospite, tornò scherzosamente a vestire i panni di calciatore con la formazione dilettantistica dell'Altamura, disputando la partita conclusiva del campionato pugliese di Eccellenza; replicò l'esperienza nel 2017 con il Crocetta, squadra del campionato piemontese di Terza Categoria. Nel 2011 interpretò il ruolo di un boss mafioso nel quinto episodio della terza stagione della serie televisiva Squadra antimafia - Palermo oggi, mentre l'anno dopo partecipò in un cameo a un episodio della serie Benvenuti a tavola - Nord vs Sud. Nel 2016 pubblicò l'autobiografia Il gol è tutto, scritta assieme ad Andrea Mercurio.
Nel 2019 partecipò al singolo Gli anni degli anni dei 78 Bit. Nel 2021 prese parte come concorrente al programma televisivo Back to School di Italia 1. Due anni dopo, assieme alla moglie Barbara, prese parte alla decima edizione del reality show Pechino Express, raggiungendo le semifinali.

#### Politica
Alle elezioni amministrative del 1997 si candidò come consigliere comunale della sua città tra le file di Forza Italia; venne eletto con circa 2 000 voti ma, non abituato all'agone politico, si dimise dalla carica dopo due anni.

## Statistiche

### Presenze e reti nei club
| Stagione            | Squadra             | Campionato          | Campionato | Campionato | Coppe nazionali | Coppe nazionali | Coppe nazionali | Coppe continentali | Coppe continentali | Coppe continentali | Altre coppe | Altre coppe | Altre coppe | Totale | Totale |
| Stagione            | Squadra             | Comp                | Pres       | Reti       | Comp            | Pres            | Reti            | Comp               | Pres               | Reti               | Comp        | Pres        | Reti        | Pres   | Reti   |
| ------------------- | ------------------- | ------------------- | ---------- | ---------- | --------------- | --------------- | --------------- | ------------------ | ------------------ | ------------------ | ----------- | ----------- | ----------- | ------ | ------ |
| 1982-1983           | Messina             | C2                  | 26         | 3          | CI-C            | 6               | 2               | -                  | -                  | -                  | -           | -           | -           | 32     | 5      |
| 1983-1984           | Messina             | C1                  | 26         | 4          | CI-C            | 6               | 5               | -                  | -                  | -                  | -           | -           | -           | 32     | 9      |
| 1984-1985           | Messina             | C1                  | 31         | 4          | CI-C            | 6               | 2               | -                  | -                  | -                  | -           | -           | -           | 37     | 6      |
| 1985-1986           | Messina             | C1                  | 31         | 11         | CI+CI-C         | 6+1             | 1+0             | -                  | -                  | -                  | -           | -           | -           | 38     | 12     |
| 1986-1987           | Messina             | B                   | 33         | 3          | CI              | 3               | 2               | -                  | -                  | -                  | -           | -           | -           | 36     | 5      |
| 1987-1988           | Messina             | B                   | 37         | 13         | CI              | 5               | 2               | -                  | -                  | -                  | -           | -           | -           | 42     | 15     |
| 1988-1989           | Messina             | B                   | 35         | 23         | CI              | 4               | 2               | -                  | -                  | -                  | -           | -           | -           | 39     | 25     |
| Totale Messina      | Totale Messina      | Totale Messina      | 219        | 61         |                 | 37              | 16              |                    | -                  | -                  |             | -           | -           | 256    | 77     |
| 1989-1990           | Juventus            | A                   | 30         | 15         | CI              | 8               | 2               | CU                 | 12                 | 4                  | -           | -           | -           | 50     | 21     |
| 1990-1991           | Juventus            | A                   | 29         | 5          | CI              | 5               | 0               | CdC                | 7                  | 3                  | SI          | 1           | 0           | 42     | 8      |
| 1991-1992           | Juventus            | A                   | 31         | 6          | CI              | 9               | 1               | -                  | -                  | -                  | -           | -           | -           | 40     | 7      |
| Totale Juventus     | Totale Juventus     | Totale Juventus     | 90         | 26         |                 | 22              | 3               |                    | 19                 | 7                  |             | 1           | 0           | 132    | 36     |
| 1992-1993           | Inter               | A                   | 21         | 6          | CI              | 2               | 1               | -                  | -                  | -                  | -           | -           | -           | 23     | 7      |
| 1993-apr. 1994      | Inter               | A                   | 9          | 5          | CI              | 1               | 0               | CU                 | 3                  | 0                  | -           | -           | -           | 13     | 5      |
| Totale Inter        | Totale Inter        | Totale Inter        | 30         | 11         |                 | 3               | 1               |                    | 3                  | 0                  |             | -           | -           | 36     | 12     |
| 1994                | Júbilo Iwata        | J                   | 18         | 9          | CI+CJ           | 1+4             | 0+5             | -                  | -                  | -                  | -           | -           | -           | 23     | 14     |
| 1995                | Júbilo Iwata        | J                   | 34         | 31         | -               | -               | -               | -                  | -                  | -                  | -           | -           | -           | 34     | 31     |
| 1996                | Júbilo Iwata        | J                   | 23         | 15         | CJ              | 8               | 3               | -                  | -                  | -                  | -           | -           | -           | 31     | 18     |
| 1997                | Júbilo Iwata        | J                   | 3          | 1          | CJ              | 2               | 1               | -                  | -                  | -                  | -           | -           | -           | 5      | 2      |
| Totale Júbilo Iwata | Totale Júbilo Iwata | Totale Júbilo Iwata | 78         | 56         |                 | 15              | 9               |                    | -                  | -                  |             | -           | -           | 93     | 65     |
| Totale carriera     | Totale carriera     | Totale carriera     | 417        | 154        |                 | 77              | 29              |                    | 22                 | 7                  |             | 1           | 0           | 517    | 190    |

### Cronologia presenze e reti in nazionale
| Cronologia completa delle presenze e delle reti in nazionale ― Italia | Cronologia completa delle presenze e delle reti in nazionale ― Italia | Cronologia completa delle presenze e delle reti in nazionale ― Italia | Cronologia completa delle presenze e delle reti in nazionale ― Italia | Cronologia completa delle presenze e delle reti in nazionale ― Italia | Cronologia completa delle presenze e delle reti in nazionale ― Italia | Cronologia completa delle presenze e delle reti in nazionale ― Italia | Cronologia completa delle presenze e delle reti in nazionale ― Italia |
| Data                                                                  | Città                                                                 | In casa                                                               | Risultato                                                             | Ospiti                                                                | Competizione                                                          | Reti                                                                  | Note                                                                  |
| --------------------------------------------------------------------- | --------------------------------------------------------------------- | --------------------------------------------------------------------- | --------------------------------------------------------------------- | --------------------------------------------------------------------- | --------------------------------------------------------------------- | --------------------------------------------------------------------- | --------------------------------------------------------------------- |
| 31-3-1990                                                             | Basilea                                                               | Svizzera                                                              | 0 – 1                                                                 | Italia                                                                | Amichevole                                                            | -                                                                     |                                                                       |
| 9-6-1990                                                              | Roma                                                                  | Italia                                                                | 1 – 0                                                                 | Austria                                                               | Mondiali 1990 - 1º turno                                              | 1                                                                     | 75’                                                                   |
| 14-6-1990                                                             | Roma                                                                  | Italia                                                                | 1 – 0                                                                 | Stati Uniti                                                           | Mondiali 1990 - 1º turno                                              | -                                                                     | 52’                                                                   |
| 19-6-1990                                                             | Roma                                                                  | Italia                                                                | 2 – 0                                                                 | Cecoslovacchia                                                        | Mondiali 1990 - 1º turno                                              | 1                                                                     |                                                                       |
| 25-6-1990                                                             | Roma                                                                  | Italia                                                                | 2 – 0                                                                 | Uruguay                                                               | Mondiali 1990 - Ottavi di finale                                      | 1                                                                     |                                                                       |
| 30-6-1990                                                             | Roma                                                                  | Italia                                                                | 1 – 0                                                                 | Irlanda                                                               | Mondiali 1990 - Quarti di finale                                      | 1                                                                     |                                                                       |
| 3-7-1990                                                              | Napoli                                                                | Argentina                                                             | 1 – 1 dts (4 – 3 dtr)                                                 | Italia                                                                | Mondiali 1990 - Semifinale                                            | 1                                                                     |                                                                       |
| 7-7-1990                                                              | Bari                                                                  | Italia                                                                | 2 – 1                                                                 | Inghilterra                                                           | Mondiali 1990 - Finale 3º posto                                       | 1                                                                     |                                                                       |
| 26-9-1990                                                             | Palermo                                                               | Italia                                                                | 1 – 0                                                                 | Paesi Bassi                                                           | Amichevole                                                            | -                                                                     |                                                                       |
| 17-10-1990                                                            | Budapest                                                              | Ungheria                                                              | 1 – 1                                                                 | Italia                                                                | Qual. Euro 1992                                                       | -                                                                     | 81’                                                                   |
| 3-11-1990                                                             | Roma                                                                  | Italia                                                                | 0 – 0                                                                 | Unione Sovietica                                                      | Qual. Euro 1992                                                       | -                                                                     | 70’                                                                   |
| 22-12-1990                                                            | Limassol                                                              | Cipro                                                                 | 0 – 4                                                                 | Italia                                                                | Qual. Euro 1992                                                       | -                                                                     |                                                                       |
| 13-2-1991                                                             | Terni                                                                 | Italia                                                                | 0 – 0                                                                 | Belgio                                                                | Amichevole                                                            | -                                                                     |                                                                       |
| 5-6-1991                                                              | Oslo                                                                  | Norvegia                                                              | 2 – 1                                                                 | Italia                                                                | Qual. Euro 1992                                                       | 1                                                                     | 53’                                                                   |
| 12-6-1991                                                             | Malmö                                                                 | Italia                                                                | 2 – 0 dts                                                             | Danimarca                                                             | Scania Cup - Semifinale                                               | -                                                                     | 74’                                                                   |
| 25-9-1991                                                             | Sofia                                                                 | Bulgaria                                                              | 2 – 1                                                                 | Italia                                                                | Amichevole                                                            | -                                                                     | 57’                                                                   |
| Totale                                                                |                                                                       | Presenze                                                              | 16                                                                    |                                                                       | Reti (49º posto)                                                      | 7                                                                     |                                                                       |

| Cronologia completa delle presenze e delle reti in nazionale ― Italia under 21 | Cronologia completa delle presenze e delle reti in nazionale ― Italia under 21 | Cronologia completa delle presenze e delle reti in nazionale ― Italia under 21 | Cronologia completa delle presenze e delle reti in nazionale ― Italia under 21 | Cronologia completa delle presenze e delle reti in nazionale ― Italia under 21 | Cronologia completa delle presenze e delle reti in nazionale ― Italia under 21 | Cronologia completa delle presenze e delle reti in nazionale ― Italia under 21 | Cronologia completa delle presenze e delle reti in nazionale ― Italia under 21 |
| Data                                                                           | Città                                                                          | In casa                                                                        | Risultato                                                                      | Ospiti                                                                         | Competizione                                                                   | Reti                                                                           | Note                                                                           |
| ------------------------------------------------------------------------------ | ------------------------------------------------------------------------------ | ------------------------------------------------------------------------------ | ------------------------------------------------------------------------------ | ------------------------------------------------------------------------------ | ------------------------------------------------------------------------------ | ------------------------------------------------------------------------------ | ------------------------------------------------------------------------------ |
| 14-11-1989                                                                     | Brighton                                                                       | Inghilterra under 21                                                           | 1 – 1                                                                          | Italia under 21                                                                | Amichevole                                                                     | -                                                                              | 44’                                                                            |
| Totale                                                                         |                                                                                | Presenze                                                                       | 1                                                                              |                                                                                | Reti                                                                           | 0                                                                              |                                                                                |

## Palmarès

### Club

#### Competizioni nazionali
- Campionato italiano Serie C2: 1

Messina: 1982-1983 (girone D)
- Campionato italiano Serie C1: 1

Messina: 1985-1986 (girone B)
- Coppa Italia: 1

Juventus: 1989-1990
- Campionato giapponese: 1

Júbilo Iwata: 1997

#### Competizioni internazionali
- Coppa UEFA: 1

Juventus: 1989-1990

### Individuale
- Capocannoniere della Serie B: 1

1988-1989 (23 gol)
- Capocannoniere del campionato mondiale di calcio: 1

Italia 1990 (6 gol)
- Pallone d'oro adidas del campionato mondiale di calcio: 1[46]

Italia 1990
- Scarpa d'oro adidas del campionato mondiale di calcio: 1[46]

Italia 1990 (6 gol)
- All-Star Team del campionato mondiale di calcio: 1[59]

Italia 1990
- Onze d'argent: 1

1990

## Opere
- Il gol è tutto, con Andrea Mercurio, Segrate, Piemme, 2016, ISBN 978-88-566-5235-2.

## Filmografia
- Amore, bugie & calcetto, regia di Luca Lucini (2008)
- Squadra antimafia - Palermo oggi – serie TV, episodio 3x05 (2011)
- Benvenuti a tavola - Nord vs Sud – serie TV, 1 episodio (2012)

## Nella cultura di massa
In ambito comico, a supportare la popolarità di Schillaci ha contribuito il trio Aldo Giovanni e Giacomo, in cui uno dei componenti, Aldo Baglio, aveva proprio nell'ex calciatore il suo idolo; in particolare si ricorda la citazione contenuta nel film Tre uomini e una gamba (1997), entrata a posteriori nell'immaginario collettivo dei fan, in cui Schillaci è definito «el gran visir de tücc i terun».
Nel 2005 il rapper giamaicano Sean Paul ha menzionato Schillaci nella sua hit mondiale Temperature; nella canzone, infatti, Paul si autodefinisce «lo Schillaci delle ragazze». Lo stesso rapper ha spiegato il senso della menzione: «Tutti in Giamaica a quel tempo, negli anni '90, se eri bravo in qualcosa, dicevano: "Oh, sei uno Schillaci"».
L'ex capitano della nazionale sudafricana, Steven Pienaar, è conosciuto sin da bambino con il soprannome di Schillo in onore di Schillaci.